# Harald Korall
Harald Korall (* 19. Juni 1932 in Oldisleben; † 23. August 2017 in Halle (Saale)) war ein deutscher Lektor, Gerichtsreporter, Redakteur, Herausgeber und Schriftsteller. Zu seinem Repertoire gehören Erzählungen, Reportagen, Lyrik oder Feuilletons, jedoch wirkte er auch an Drehbüchern mit. Er galt als einer der bekanntesten ostdeutschen Krimiautoren.

## Leben
Harald Korall wurde am 19. Juni 1932 in Oldisleben geboren und studierte nach der Schulzeit von 1950 bis 1954 Germanistik, Pädagogik und Psychologie an der Hochschule Jena. Zwischen 1954 und 1957 war er wissenschaftlicher Assistent am Pädagogischen Institut in Erfurt und war in dieser Zeit Mitherausgeber der Lehrmaterialien Lehrbriefe für das Fernstudium der Mittelstufenlehrer. Deutsch. Von 1957 bis 1959 war er Lektor für Kalender im Verlag Bild und Heimat in Reichenbach im Vogtland. Danach wechselte er 1957 zum Mitteldeutschen Verlag, bei dem er bis 1986 als Lektor tätig war und dort unter anderem 1975 als Redakteur an Chile. Gesang und Bericht mitwirkte. 1970 verfasste er das Drehbuch zum DFF-Fernsehspiel Die Verlobung findet nicht statt aus der Sendereihe Wie würden Sie entscheiden?. Im selben Jahr begleitete er tageweise die Arbeiter im Chemie-Kombinat Buna, Betrieb Thermoplaste, um Lebensgeschichten zur Verwendung in seinen Erzählungen zu sammeln.
Nach seinem Ausscheiden aus dem Mitteldeutschen Verlag arbeitete Korall ab 1986 als freiberuflicher Schriftsteller und Lektor und war von 1990 bis 1992 als Gerichtsreporter tätig. Ab dieser Zeit engagierte er sich auch für die regionale Literaturszene und wirkte dabei maßgeblich am Aufbau neuer Strukturen mit. In den Jahren 1990 bis 1994 hatte er den Vorsitz des Förderkreises der Schriftsteller Sachsen-Anhalts e.V., den er mitbegründet hatte, inne und war von 1994 bis 1996 Leiter des Literaturbüros Sachsen-Anhalt Süd. Von 1996 bis 2003 war Korall Herausgeber der Halleschen Autorenhefte. Außerdem leitete Korall Zirkel Schreibender Arbeiter und verhalf dabei Kollegen wie Christina Seidel zu ihrem Durchbruch. Einer seiner einstigen Nachbarn in Halle war der früh verstorbene Schriftsteller Werner Bräunig.
Am 23. August 2017 starb Korall nach langer Krankheit im Alter von 85 Jahren in Halle, wo er seit 1959 gelebt hatte – zuletzt in einem Pflege- und Altenheim. Das Begräbnis fand am 1. September 2017 auf dem Gertraudenfriedhof in Halle statt.

## Zitate
„Jeder, der schreibt, ist auch ein Chronist seiner Zeit und der Umwelt, in der er lebt. Ich habe zu Beginn natürlich bestimmte Vorstellungen von den Figuren und ihren Charakteren, sehe auch in Umrissen das Ziel der Gestaltung, aber längst nicht bis ins kleinste Detail. Was die Realität betrifft, da ist in Romanen natürlich viel vom Autor Erdachtes dabei, doch es muß so oder ähnlich im Leben wiederzufinden sein, es muß der gesellschaftlichen Realität entsprechen.“

## Werke (Auswahl)
- 1962: Adolf Ott: Junger Most (Bearbeitung)
- 1970: Hochzeit nach neun Jahren (Erzählung; 2. Auflage, 1970)
- 1984: Die Tote an der Waisenhausmauer. Sieben Kriminalfälle (2. Auflage, 1986; 3. Auflage, 1988; 4. Auflage, 1990)
- 1986: Die Millionenlady (Erzählung; 2. Auflage, 1987; 3. Auflage, 1990)
- 1988: Die Stunde vor Mitternacht. Acht Kriminalfälle (2. Auflage, 1989; Neuauflagen 1998, 2004 und 2010)
- 1989: Zweimal Hanoi und zurück (Reisenotizen, unveröffentlicht)
- 1990: Die Kindsmörderin (Kriminalfälle, unveröffentlicht)
- 1997: Der Tod der Ärztin. Tatsächliche Kriminalfälle
- 1998: In eigener Sache
- 1999: Stirb, Schwester! (Taschenbuchauflage, 2003)
- 2000: Eine Rose für die Tote. Authentische Kriminalfälle (Neuauflage, 2003)
- 2002: Ich habe sie alle im Schlaf getötet (Erzählung; Neuauflage, 2004)
- 2005: 113 Messerstiche (Erzählung)
- 2006: Authentische Fälle der Rechtsmedizin
- 2012: Der gestohlene Friedhof und zwei weitere Fälle

### Herausgebertätigkeiten
- 1969: Erfahrungen. Erzähler der DDR (Anthologie; mit Werner Liersch)
- 1971: Literatur 71. Almanach
- 1972: Innere Medizin
- 1979: Eberhard Panitz: Die verlorene Tochter. Erzählungen und Auskünfte (mit Nachwort herausgegeben)
- 1984: Damit ein guter Mensch gedeih
- 1994: Schriftsteller in Sachsen-Anhalt. Kleines Nachschlagewerk (erweiterte Neuausgaben 1997, 1999 und 2005)
- 1995: Lebenszeichen. Literarischer Almanach. Autoren aus Halle und Dessau
- 1996: Stunde der Phantasten. Legenden und wahre Geschichten aus Halle
- 1998: Wer dem Rattenfänger folgt. Gegen Gewalt in den Köpfen – gegen Gewalt in den Fäusten (auch Zusammenstellung)
- 1998: Das Kind im Schrank und andere Texte sachsen-anhaltischer Autoren (mit Manfred Jendryschik, Erich-Günther Sasse)
- 2002: Zuhause in der Fremde. Miteinander Leben (auch Zusammenstellung)
- 2006: Evelyn Aissá Maadaoui: Erfindungen und Erfahrungen (Erzählung)